# John Carlos
John Carlos (n. 5 iunie 1945, New York City, New York, SUA) este un fost atlet american, care a participat la Jocurile Olimpice de vară din 1968. Împreună cu compatriotul său Tommy Smith, a fost invitat să părăsească satul olimpic, deoarece ambii sportivi au făcut un gest de protest la festivitatea de premiere.
Recordul său, de 19,92 s, timp obținut la probele preolimpice de la Lacul Tahoe, nu a fost recunoscut niciodată din cauza tipului de crampoane folosit la încălțăminte. În anul 1969, la campionatul american, el stabilește un nou record de 9,1 s pe 100 de yarzi (1 yard = 0,9144 m). Câștigă în anul 1967 medalia de aur la proba de 200 m la Jocurile Panamericane din Winnipeg, Canada. A trebuit să renunțe la sport din cauza unei răni la genunchi, ca urmare a unui meci de fotbal american.
A devenit antrenor la școala sportivă din Palm Springs, California. În anul 2003 a fost inclus în Hall of Fame.